# Língua lipo
Lipo (autônimo: li˥pʰɔ˨˩; ), ou Lisu Oriental, é uma língua do povo Lisu da China, semelhante, mas não inteligível, com língua Lisu propriamente dita. Alguns falantes de Lipo são classificados pelo governo como etnia Lisu, outros como sendo do povo Yi. Em algumas áreas, as pessoas preferem o nome Lolopo or Lolongo. A língua usa a escrita Pollard
Alguns falantes (Lipa 利帕) nos condados de  Eryuan e Yongsheng são referidos também como Tujia (土家) (Yunnan 1956:19-20).